# ایزرائیل ادورامو
ایزرائیل ادورامو (انگلیسی: Israel Aduramo؛ زادهٔ ۲۸ دسامبر ۱۹۶۸) یک هنرپیشه اهل بریتانیا است.
 وی از سال ۲۰۰۲ میلادی تاکنون مشغول فعالیت بوده‌است.